# Etna (Maine)
Pour les articles homonymes, voir Etna (homonymie).
Etna est une ville américaine située dans le Comté de Penobscot, dans le Maine. Selon le recensement de 2020, sa population est de 1 226 habitants.

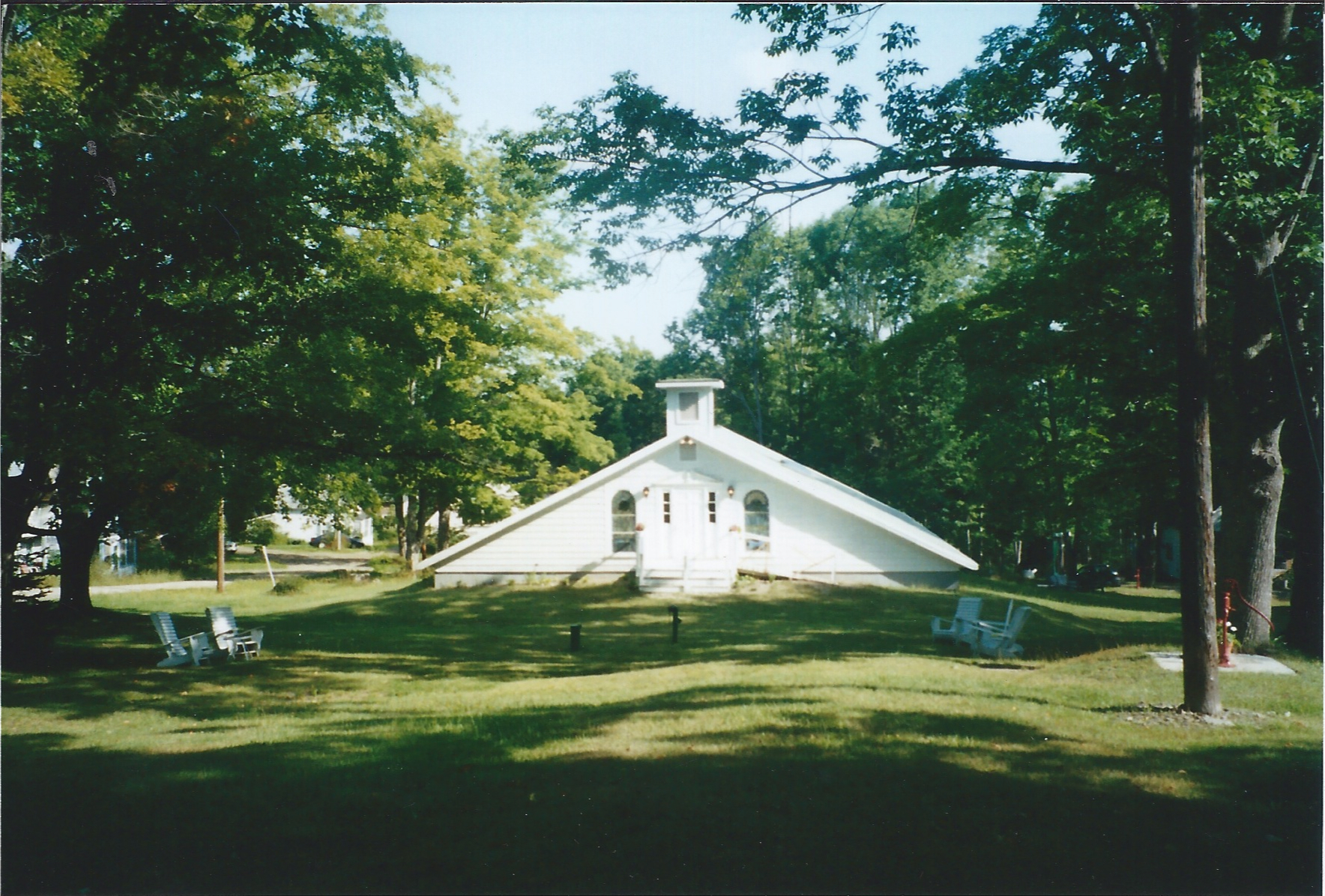
Le temple mémorial Gladys LaLiberté, Camp Etna, Etna, Maine.